# الفطيرة الأمريكية 2
الفطيرة الأمريكية 2 (بالإنجليزية: American Pie 2)‏ هو فيلم كوميدي أريكي أنتج سنة 2001 وهو ثاني فيلم في سلسلة أفلام الفطيرة الأمريكية بعد فيلم الفطيرة الأمريكية.كتبه آدام هيرز وديفيد اتش شتاينبرغ وإخراج جيمس ب. روجرز.الفيل يأخذ قصة الأصدقاء الأربعة من الجزء الأول الذين يلمون شملهم خلال الصيف بعد أول سنه لهم في في الكلية.الفكرة هي مجموعهة من المشاهد المحفوفة بالمخاطر واحد تلو الآخر.وصد الفيلم في الولايات المتحدة في 10 أغسطس 2001, وحقق أرباح أكثر من 145 مليون دولار في الولايات المتحدة و142 مليون دولار خارج الولايات المتحدة من ميزانية قدرها 30 مليون دولار.

## روابط خارجية
- الفطيرة الأمريكية 2 على موقع IMDb (الإنجليزية)
- الفطيرة الأمريكية 2 على موقع ميتاكريتيك (الإنجليزية)
- الفطيرة الأمريكية 2 على موقع روتن توميتوز (الإنجليزية)
- الفطيرة الأمريكية 2 على موقع نتفليكس (الإنجليزية)
- الفطيرة الأمريكية 2 على موقع قاعدة بيانات الأفلام العربية
- الفطيرة الأمريكية 2 على موقع ألو سيني (الفرنسية)
- الفطيرة الأمريكية 2 على موقع Turner Classic Movies (الإنجليزية)
- الفطيرة الأمريكية 2 على موقع أول موفي (الإنجليزية)
- الفطيرة الأمريكية 2 على موقع بوكس أوفيس موجو (الإنجليزية)
- الفطيرة الأمريكية 2 على موقع فيلمافينيتي (الإسبانية)